# Zygmunt Milewski

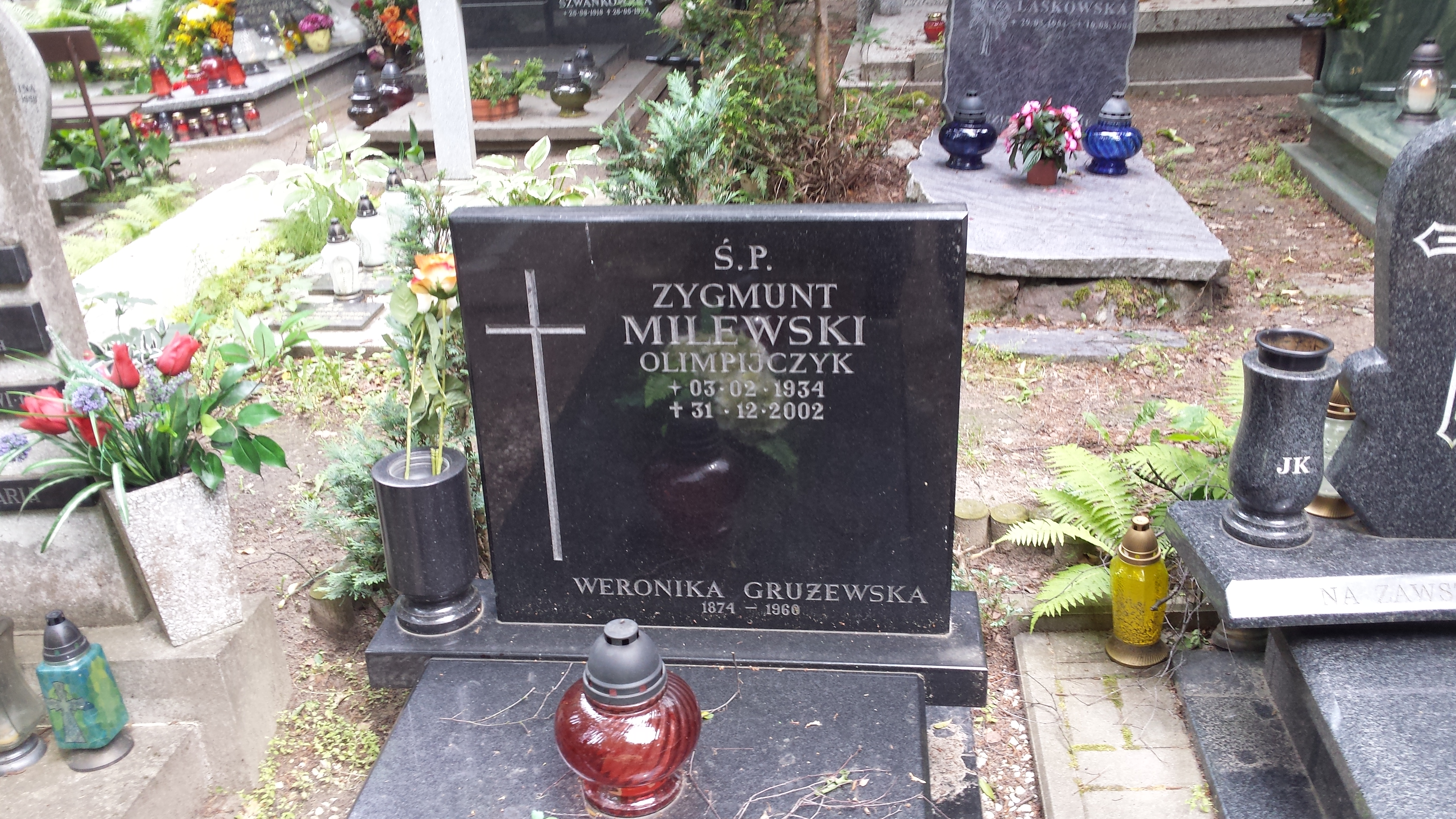
grób Zygmunta Milewskiego na cmentarzu Srebrzysko

Zygmunt Milewski (ur. 3 lutego 1934 w Gdańsku, zm. 31 grudnia 2002 w Gdańsku) – polski bokser, medalista mistrzostw Europy, olimpijczyk.
Walczył w wagach lekkiej i lekkopółśredniej. Reprezentował Polskę na Igrzyskach Olimpijskich w Melbourne (1956), gdzie dotarł do ćwierćfinału, w którym przegrał z późniejszym wicemistrzem olimpijskim Kurschatem (RFN). Startował także w Mistrzostwach Europy w Pradze (1957), gdzie zdobył brązowy medal w wadze lekkopółśredniej.
Cztery razy był mistrzem Polski w wadze lekkiej w 1954, 1955, 1956 i 1957. Sześć razy wystąpił w reprezentacji Polski (3 zwycięstwa, 1 remis, 2 porażki).
Stoczył 250 walk, 207 wygrał, 10 zremisował i 33 przegrał.
Walczył w barwach Kolejarza Gdańsk, Legii Warszawa i Polonii Gdańsk w latach 1951–1961.
Zmarł tragicznie w następstwie wypadku samochodowego. Pochowany na gdańskim cmentarzu Srebrzysko (rejon V, kwatera III, rząd 4).